# Agustín Álvarez Martínez
Pour les articles homonymes, voir Álvarez et Martinez.

Agustín Álvarez Martínez, né le 19 mai 2001 à San Bautista en Uruguay, est un footballeur international uruguayen qui évolue au poste d'avant-centre à Elche CF, en prêt de l'US Sassuolo.

## Biographie

### Peñarol
Né à San Bautista en Uruguay, Agustín Álvarez Martínez est formé par l'un des clubs de la capitale uruguayenne, le Club Atlético Peñarol. Il débute en professionnel le 13 septembre 2020, lors d'un match de championnat face au Montevideo City Torque. Il est titulaire et les deux équipes se séparent sur un match nul (0-0). Trois jours plus tard, il fait ses débuts en Copa Libertadores face au Colo-Colo. Il est titularisé et son équipe s'incline par deux buts à un.
Le 23 avril 2021, il prolonge son contrat avec son club formateur jusqu'en 2024. Le 14 mai 2021, Álvarez se fait remarquer en réalisant un triplé, le premier de sa carrière, lors d'une rencontre de Copa Sudamericana face au SC Corinthians. Il est titulaire et ses trois buts contribuent à la large victoire de son équipe (4-0 score final),.

### US Sassuolo
Le 17 juin 2022, Agustín Álvarez rejoint l'Italie afin de s'engager en faveur de l'US Sassuolo. Il signe un contrat courant jusqu'en juin 2027.

### Sampdoria
Le 18 janvier 2024, Agustín Álvarez rejoint la Sampdoria Gênes sous la forme d'un prêt jusqu'à la fin de la saison.